# جشنواره موسیقی بوستون کالینگ
جشنواره موسیقی بوستون کالینگ (به انگلیسی: Boston Calling Music Festival) یک جشنواره موسیقی مبتنی بر بوستون است. این جشنواره اولین بار در ماه مه سال ۲۰۱۳ برگزار شد و پیش از این سالانه دو بار در ماه‌های مه و سپتامبر در سیتی هال پلازا برگزار‌می‌شد. گزارش شده‌است که این جشنواره با نسخه‌های قبلی خود ۲۰ تا ۲۲۰۰۰ طرفدار را به خود جلب کرده‌است و در نهایت در سال ۲۰۱۷ حدود ۴۰٬۰۰۰ تماشاگر جشنواره را به خود جلب کرده‌است. در مه ۲۰۱۶، بوستون کالینگ اعلام کرد که در ماه مه ۲۰۱۷ به مجتمع ورزشی هاروارد در الستون نقل مکان می‌کند و هر سال به یک جشنواره منتقل می‌شود و با فضای جدید امکان اضافه شدن مراحل موسیقی بیشتر و درج مجریان استندآپ کمدی را فراهم‌می‌کند.
مجموعه کالینگ بوستون با همکاری مشترک آرون دسنر از د نشنال و توسط کرش لاین پرادکشنز، یک شرکت تولیدکننده سرگرمی مستقر در بوستون، تولید می‌شود که همچنین جشنواره موسیقی و هنرهای Eaux Claires را در او کلر تولید می‌کند. از مجریان گذشته بوستون کالینگ می‌توان به سیا، د نشنال، بک هانسن، مای مورنینگ جکت، فان، کندریک لامار، گودال شور، ومپایر ویکند، مادست ماوس، دیسکلوژر، امینم و تراویس اسکات اشاره‌کرد.